# Telmisartan/hydrochlorothiazide
Telmisartan/hydrochlorothiazide (INN, tên thương mại MicardisPlus hoặc Micardis HCT) là thuốc phối hợp hạ huyết áp của thuốc đối kháng thụ thể angiotensin II với hydrochlorothiazide, thuốc lợi tiểu phổ biến nhất được kết hợp với các thuốc hạ huyết áp khác.